# Eduardo Úrculo
Eduardo Úrculo Fernández (Santurce, 21 de septiembre de 1938-Madrid, 31 de marzo de 2003) fue un pintor y escultor español, considerado uno de los mejores exponentes del arte pop en España.

## Biografía

### Primeros años
En 1941 los problemas económicos que padecía la familia hacen necesario su traslado a la localidad asturiana de Sama de Langreo, que ofrecía oportunidades gracias a la cuenca minera asturiana.
Tras unos cortos estudios medios  iniciados en 1948 y abandonados cuatro años más tarde, se ve obligado por las circunstancias familiares a ponerse a trabajar como ayudante de topografía en una empresa minera. Esos años hicieron nacer en Eduardo el interés por el dibujo y le permitieron conocer la obra de pintores como Henri de Toulouse-Lautrec, Vincent van Gogh o Amedeo Modigliani.
En 1954 cae enfermo de hepatitis, lo cual le obliga a  permanecer en cama mucho tiempo ocupado en  el estudio del dibujo y la pintura. Cuando repuesto se reincorpora a su trabajo, inicia también una nueva faceta como pintor, utilizando las casas, los recovecos y las calles de su villa adoptiva. Toda la experiencia acumulada y los trabajos realizados le llevaron a su primera exposición individual, que tuvo lugar en 1957 en el vecino pueblo de La Felguera.

### Viajes a Madrid y París
Es a partir de esta exposición y de comenzar a dibujar cómics para el suplemento dominical del periódico asturiano La Nueva España en 1957,  que consigue del Ayuntamiento de Langreo una beca que le permite trasladarse a Madrid para asistir a clases en el Círculo de Bellas Artes  y en la Escuela Nacional de Artes Gráficas. Este tiempo de residencia en Madrid lo emplea en pintar el pobre ambiente de las fábricas y los suburbios con una clara intención de denuncia e inspirado en el ambiente que ya conocía de Sama y La Felguera. Los críticos han considerado que esta etapa en la obra artística de Úrculo es una etapa de «pintura social» o «expresionismo social».
En 1959 Eduardo consigue uno de sus sueños, viajar a París, donde además de recibir clases en La Grande Chaumière de Montparnasse, pudo visitar los grandes museos y exposiciones de arte de la capital francesa. Es en este momento cuando expone su obra Mineros de Asturias en París.

### Consolidación
De vuelta en Oviedo en el mismo año 1959, conoce a Jesús Díaz Zuco, con quien comparte un estudio en Oviedo y trabajan juntos en obras tales como el  mosaico en gresite de 35 m² para la empresa Alsa. También en 1959 participa en una exposición colectiva al aire libre, celebrada en La Escandalera de Oviedo por el grupo La Estrada en la que participan también María Antonia Salomé, Merche Gómez Morán, Jesús Díaz y Adolfo Bartholomé. 
En 1960 tiene que hacer el entonces obligatorio servicio militar, lo cual le supone conocer primero el Sahara español y después Canarias, donde conoció y trabó amistad con el artista surrealista Eduardo Westerdahl, que además le influyó a la hora de pintar una serie de obras abstractas que constituirán las únicas de su carrera.
En 1961 expone en Marbella y conoce a Jean Cocteau, y también participa en la muestra Testimonios del arte abstracto que organizaba Eduardo Westerdahl en el Círculo de Bellas Artes de Tenerife.
Ese mismo año regresa a Madrid donde trabaja en la sección de fimlets de los estudios Moro. También viaja nuevamente a París donde coincide con Maud y Westerdahl, conociendo a Alberto Giacometti, Man Ray y Max Ernst en una exposición de Tal Coat en la galería Maeggth.
En 1963 expone en la Galería Quixote y regresa a Madrid, donde se dedica a ilustrar cuentos que se publican en la revista Triunfo y a realizar la escenografía de la obra teatral de Lauro Olmo La camisa, que se estrenó en Gijón interpretada por el grupo de cámara La Máscara.
En febrero de 1962 volvió de nuevo a París, donde volvió  el expresionismo figurativo y a los temas de fondo social que le habían caracterizado en sus inicios.
Se casó en primeras nupcias con la francesa Annie Chanvallon, con quien tuvo un hijo, Yoann.

### Evolución pop
En 1966, tras una crisis creativa que le supone el abandono de la «pintura social», se instala en Ibiza.
Esta fase crítica termina en un viaje que realiza en 1967 por el norte de Europa, cuando expone en Copenhague, visitando Alemania, Dinamarca y Suecia. Es entonces cuando descubre la obra de Andy Warhol,  Roy Lichtenstein  y Robert Rauschenberg entre otros, de modo que el nuevo lenguaje creativo que buscó en Ibiza lo encontró en Suecia. Tiene también sus primeros contactos con el pop art americano, exponiendo en San Francisco (California) y  más tarde en Oviedo (en la galería Benedet).
En 1968, participa en la Primera Bienal de la pintura asturiana celebrada en Gijón. Vuelve a Madrid en el mismo año, mientras que en 1969 expone en Fráncfort y en la galería Altamira de Gijón. Participa también en la muestra colectiva Figurative painters in Spain Today que recorre los Estados Unidos. 
En 1970, realiza una colectiva con sus amigos Eduardo Sanz y Alberto Gómez en la Galería Ivan Spence. También participa en la Bienal Hispanoamericana de arte, pero su obra es retirada en Medellín (Colombia) por considerarla un atentado a la moral y a las buenas costumbres.
Entra a partir de este momento a seguir las pautas del arte pop, abandonando para ello el óleo por el acrílico y comenzando a utilizar una paleta de colores mucho más cálida, aproximándose al mundo de la publicidad y el cómic. Temáticamente se produce una evolución siendo el centro el cuerpo femenino, tanto entero como fragmentado y representado sugerentes posiciones, lo cual hizo que se considerar esta etapa de su creación artística como la «época erótica».
En 1975 y al tiempo que su mujer está embarazada, Eduardo amplió y enriqueció su repertorio iconográfico con un nuevo elemento, la vaca, que va a ser símbolo de fertilidad y maternidad.

### Años 80

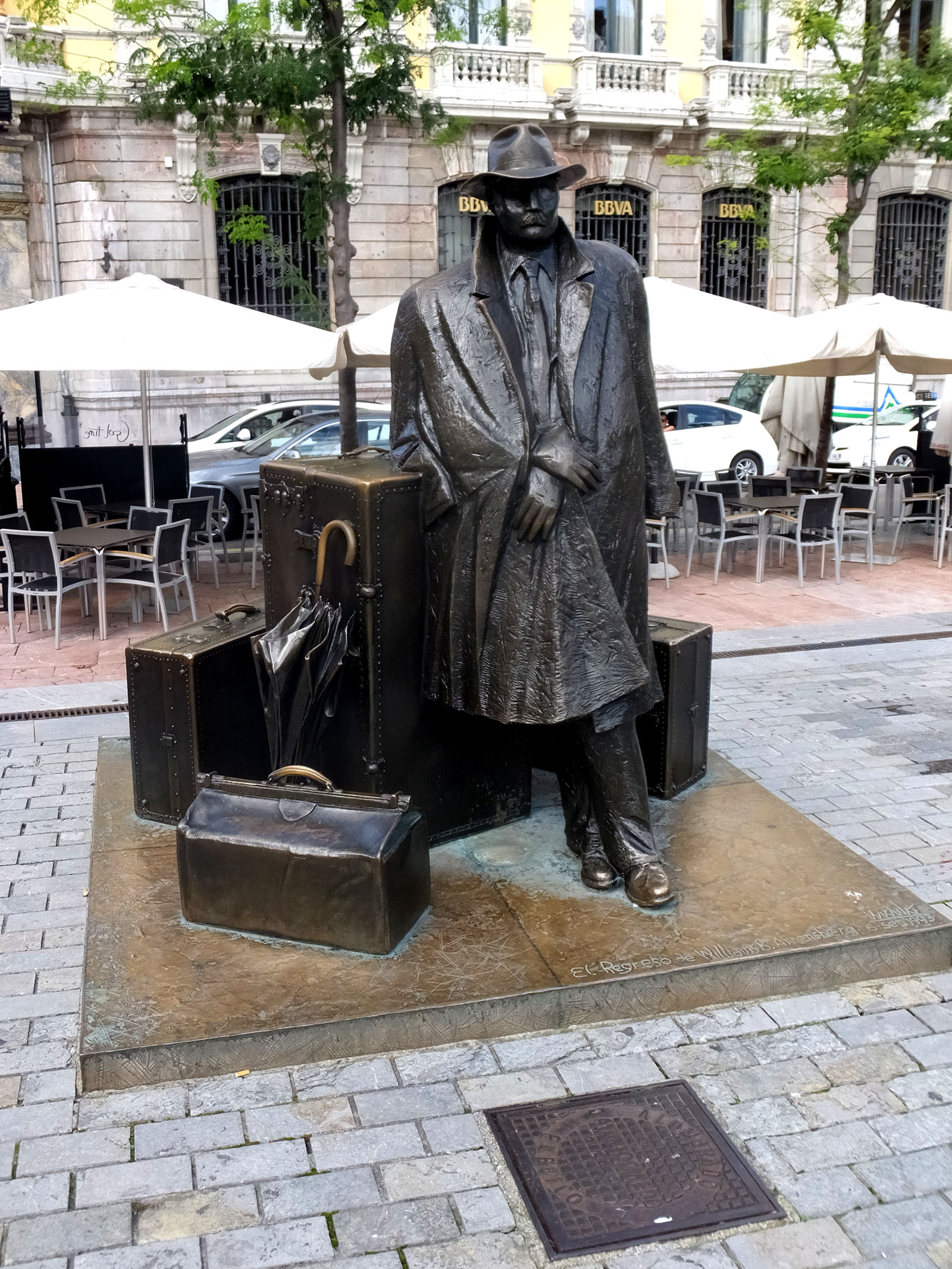
El regreso de Williams B. Arrensberg en el centro de Oviedo

En la década de 1980 la temática cambia, la soledad del hombre moderno, la figura del viajero errabundo o la relación del artista con su obra, son ahora plasmadas en el lienzo utilizando para ello inquietantes personajes, que son representaciones del propio artista, aunque con indumentarias curiosas (con sombrero) y posiciones siempre de espaldas al espectador. Es esta una de las señas de identidad de Úrculo: los viajeros, las maletas, paraguas, sombreros y los skylines, especialmente Nueva York y sus Torres Gemelas.
En 1984 comienza a trabajar el bronce para realizar sus primero pasos en la escultura, y que expuso en 1985 en la feria de arte contemporáneo Arco. De este modo y con el comienzo de la década de los 90, Eduardo Úrculo, va trabajando con mayor relevancia la escultura que la pintura (la cual, por otra parte, no abandona nunca). Para trabajar utiliza normalmente como material el bronce fundido, y su repertorio se llena de ciertas imágenes muy representativas de su obra: sillas vacías, maletas, paraguas, sombreros, etc.
De sus obras escultóricas, las más conocidas son aquellas que pasan a ser «esculturas urbanas» de las ciudades que las encargan, como ocurre por ejemplo con El viajero (1991) en la estación de Atocha de Madrid, Homenaje a Santiago Roldán (1993) en los jardines de la Villa Olímpica de Barcelona, El regreso de Williams B. Arrensberg (1993) en Oviedo, o Exaltación de la manzana (1996) en el parque Ballina de Villaviciosa.
También en sus últimos años de creación artística se inclinó por la temática oriental, centrando el protagonismo la figura de la geisha, la cual no es representada desnuda, como en su época erótica, sino ataviada del tradicional kimono, el cual se utiliza como pretexto para proyectar juegos compositivos geométricos y rítmicos.
El 31 de marzo del 2003 sufre un ataque al corazón mortal, cuando en compañía de su segunda esposa, Victoria Hidalgo, asistía a un almuerzo en la Residencia de Estudiantes de Madrid.
La crítica considera a Eduardo Úrculo como el impulsor del pop art en España y uno de sus máximos representantes, junto con el desaparecido Equipo Crónica.

## Trayectoria profesional
Eduardo Úrculo se trasladó a Asturias, donde estudió en el instituto de Sama (Langreo). Fue en ese mismo municipio donde realizó su primera exposición, en el Hogar del Productor de La Felguera en 1957. Participó en la I Bienal de Arte Ciudad de Oviedo. Sus últimas exposiciones individuales tuvieron lugar en la Fundación Marcelino Botín de Santander y en la galería Teresa Cuadrado, de Valladolid (2000).
Como escultor, realizó la obra Equipaje de ultramar, en la Plaza de los Paragüitas de Puerto del Rosario, Fuerteventura (2000).
En Langreo existe una pinacoteca con su nombre, y en 2009 se inauguró el Centro Cultural Eduardo Úrculo en Madrid.

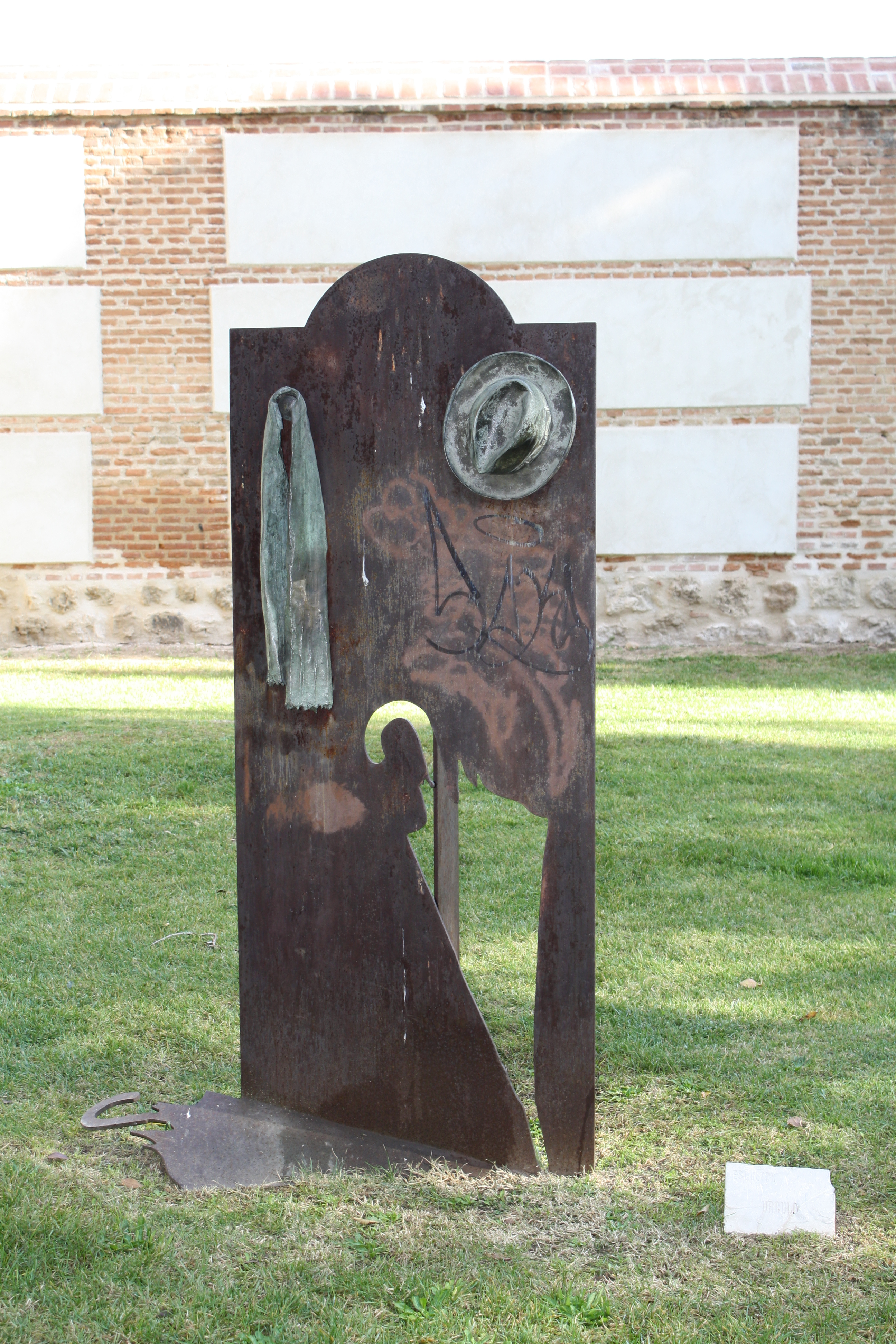
Obra en el Museo de Escultura al Aire Libre de Alcalá de Henares.

### Exposiciones individuales
1957  
“Hogar del Productor”, La Felguera, Asturias.
1958
Ateneo Jovellanos, Gijón, Asturias.
1959      
Sala Cristamol, Oviedo.
Caja de Ahorros, Ronda, Málaga.
1961   
Instituto de Estudios Hispánicos del Puerto de la Cruz, Tenerife Ateneo de la Laguna, Tenerife.
Casino de Marbella, Málaga.
Casino de La Felguera, Asturias.
Casa Municipal de Cultura de Avilés, Asturias.
Sala Cristamol, Oviedo.
1963    
Hotel Saboya, Gijón, Asturias.
Galería Quixote, Madrid.
1964       
Sala Cristamol, Oviedo.
Galería Benedet, Oviedo.
1965       
Galería Quixote, Madrid.
1966        
Galería Quixote, Madrid.
Sala de Exposiciones de la Obra Social y Cultural de la Caja de Ahorros de Asturias, Oviedo, Gijón, Avilés y La Felguera.
1967    
Galería Kompagnistraede 20, Rúa.
Galería Benedet, Oviedo.
1968
Galería Ivan Spence, Ibiza.
Sala de Exposiciones de la Obra Social y Cultural de la Caja de Ahorros de Asturias, Sama de Langreo.
1969    
Galería V. Oertzen, Frankfurt.
Galería Altamira, Gijón, Asturias.
Sala de Exposiciones de la obra Social y Cultural de la Caja de Ahorros de Asturias, Gijón.
Galería Grises, Bilbao.
1970    
Galería Nogal, Oviedo.
Galería Ivan Spence, Ibiza.
Museo Español de Arte Contemporáneo, Madrid.
1971   
Galería Val i 30, Valencia.
Galería Tassili, Oviedo.
1972   
Galería Kreisler, Madrid.
1973    
Galería Veranneman, Bruselas.
1974    
Galería Sen, Madrid.
1975    
Galería Tassili, Oviedo.
1976    
Galería Calidoscopio, Zamora.
1977       
Galería Multitud, Madrid.
1978    
Galería Rúa, Santander.
Galería Acto, Murcia.
Galería Tassili, Oviedo.
1979    
Galería Sen, Madrid.
1980    
Galería Leyendecker, Tenerife.
1982    
Caja de Ahorros de Asturias itinerante por Oviedo, Gijón, Avilés, Mieres, La Felguera y Sama de Langreo.
Galería Hidea, Santiago de Compostela.
1984    
Galería Alençon, Madrid.
1985    
Casa Municipal de Cultura de Avilés, Asturias Sala Muriel, Zaragoza.
1986    
Banco de Crédito Industrial, Gijón.
1987       
Galería Sen, Madrid.
1990    
Galería Sen, Madrid.
1991            
Fundación Caixa Galicia, La Coruña.
Galería Tioda, Gijón.
Galería Aritza, Bilbao.
Galería Sen, Madrid.
1992    
Galería Tretze, Castellón.
Sociedad Económica de Amigos del País, Málaga.
1993       
Casa Municipal de Cultura, La Felguera, Asturias.
1994    
Centro de Arte Moderno Ciudad de Oviedo.
Galería 4. 17, Madrid.
Caja España, Zamora.
1995   
Galería Duero, Gijón, Asturias.
Galería Sen, Madrid.
Galería Aritza, Bilbao.
Colegio Oficial de Arquitectos de Extremadura, Cáceres.
1996   
Galería Rosalía Sender, Valencia.
Sala Pescadería Vieja, Ayuntamiento de Jerez.
1997   
Instituto Cervantes, París.
Centro Cultural de la Villa, Ayuntamiento de Madrid.
Caja Pamplona, Pamplona.
1998   
Caja San Fernando, Sevilla.
1999       
Ciprus Art, Gerona.
Galería Metta, Madrid.
Galería Rosalía Sender, Valencia.
2000       
Museo de Arte Contemporáneo de Caracas Sofía Imber, Caracas.
Fundación Marcelino Botín, Santander.
Galería Teresa Cuadrado, Valladolid.
2001        
Centro Cultural Casa de Vacas, Madrid.
2002        
Banco Zaragozano, Zaragoza.
Galería Senda, Barcelona.
Galería Metta, Madrid.
2003
Obra gráfica, Galería Amaga, Avilés.
Kuala Lumpur, Malasia (póstuma).
2023
Eduardo Úrculo, el enigma del viajero. Alcalá de Henares (póstuma).
2023
Eduardo Úrculo, el enigma del viajero. Exposición en Centro cultural internacional Oscar niemeyer - Centro Niemeyer, Avilés Asturias. Del 5 de julio al 24 de septiembre de 2023.

### Exposiciones colectivas

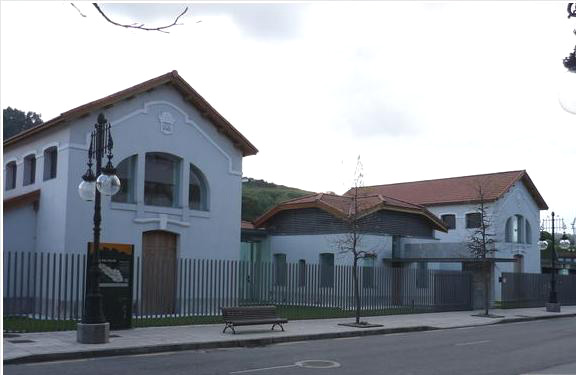
Pinacoteca Eduardo Úrculo de Langreo

divcolend

### Obras públicas
“El regreso de Williams B. Arrensber”, 1993, Plaza Porlier, Oviedo.
“Exaltación de la manzana”, 1996, Parque Ballina, Villaviciosa, Asturias.
“Los libros que nos unen, homenaje a Emilio Alarcos”, 1999, calle Emilio Alarcos Llorach, Oviedo.
“Homenaje a Santiago Roldán”, 1999, Parque de Carlos V, Barcelona.
“Equipaje de ultramar”, 2000, Puerto Rosario, Fuerteventura.
“Culis monumentalibus”, 2001, Calle Pelayo, Oviedo.
“Escultura”, Museo de Escultura al Aire Libre de Alcalá de Henares.

### Esculturas en otros lugares públicos
“El Viajero”, 1992, Estación de Atocha, Madrid.

### Obras en Museos y otras Instituciones
Ayuntamiento de Oviedo
Ayuntamiento de Zamora
Banco Herrero
Biblioteca Nacional, Madrid
Caja de Ahorros de Asturias, Oviedo
Caja San Fernando, Sevilla
Colección de Arte Contemporáneo AENA, Madrid
Colección de Arte ABANCA, La Coruña
Colección de Arte Fundesco, Madrid
Colección de Arte Gráfico del Ministerio de Trabajo, Madrid
Colección Escultura Contemporánea de RENFE, Madrid
Colección Testimoni, la Caixa. Barcelona
Fundación Archivo de indianos, Colombres, Asturias
Fundación Camilo José Cela, Marqués de Iria Flavia
Fundación Pilar i Joan Miró, Palma de Mallorca
Fundación Juan March, Madrid
Galleria Nazionale d’Arte Moderno, Roma
Junta General del Principado de Asturias, Oviedo
Museo de Arte Contemporáneo ACA, Tenerife
Museo de Arte Contemporáneo de Bogotá, Colombia
Museu d’Art Comtemporani de Villafamés, Castellón
Museo de Bellas Artes de Asturias, Oviedo
Museo del Dibujo “Castillo de Larres” Huesca
Museo de escultura al aire libre, Alcalá de Henares, Madrid
Museo del Grabado Español Contemporáneo, Marbella, Málaga
Museo Internacional de Arte Contemporáneo de Lanzarote
Museo Internacional de la Resistencia Salvador Allende, Chile.
Museo Municipal, Madrid
Museu Nacional de Bangladés, Daca
Museo Nacional Centro de Arte Reina Sofía, Madrid
Museo Centro de Arte Faro de Cabo Mayor, Santander
Museo Taurino, Madrid